# Indice de richesse inclusive
L'indice de richesse inclusive (en anglais, Inclusive Wealth Index, IWI) a vocation à être un indicateur de développement durable. Il rend compte de la croissance économique d'un pays, en prenant en compte le montant des destructions du capital humain et du capital naturel dans cette croissance. Cet indicateur vise à se substituer au PIB.

## Concept
Le produit intérieur brut a été critiqué par divers économistes dans les années 2010 pour son inadéquation avec les enjeux économiques actuels, tels que l'économie de service, la hausse des inégalités et la destruction de l'environnement. Afin de bâtir un modèle alternatif consensuel, les économistes de l'Organisation des nations unies ont créé un indice qui permette de prendre en compte les destructions engendrées par la croissance économique afin d'estimer la croissance réelle.
L'indice de richesse inclusive est présenté lors de la Conférence des Nations unies sur le développement durable (dite « Rio +20 ») en juin 2012. Il fait l'objet d'approfondissements par l'ONU jusqu'en décembre 2014, date de la publication de l'Inclusive Wealth Report. 
L'indice se fonde sur une conception patrimonialiste de la croissance. Si la croissance est permise par des intrants (des facteurs de production), alors une croissance qui est permise par une destruction de facteurs de production doit être estimée en soustrayant la croissance à la destruction des intrants potentiels. Le capital naturel, par exemple, est un stock de richesses produisant un flux de revenus ; polluer revient à réduire l'intrant naturel, et donc à limiter la croissance future.

## Conclusions de l'indice

### Croissances destructrices de l'environnement
L'IRI permet d'analyser les sources de la croissance de chaque pays en la décomposant sous forme de capitaux. Le rapport de 2012 du Programme des Nations unies pour l'environnement, qui utilise l'IRI, montre que la croissance de la Chine entre 1998 et 2008, augmentée de sa destruction en capitaux humains et naturels, ne serait que de 45 % et non de 440%. Entre 2005 et 2010, sa croissance n'aurait été que de 8,4 %.

### Croissances respectueuses de l'environnement
L'étude du PNUE montre que certains pays fondent leur croissance sur leur capital humain, avec peu ou très peu de destructions environnementales. Ainsi de la France, dont la croissance est plus verte que celle de l'Allemagne et du Royaume-Uni grâce à l'utilisation de l'énergie nucléaire.

## Critiques et limites
L'indice de richesse inclusive est critiqué par Géraldine Thiry et Philippe Roman. Ils considèrent que si l'IWI revêt les qualités méthodologiques d'un bon indicateur statistique, il satisfait en revanche plus difficilement aux principes que devrait respecter un bon outil d'évaluation de la soutenabilité. Selon eux, le passage de l'IWI au crible des principes de Bellagio révèle soit que l'indicateur ne satisfait pas aux critères, soit qu'il y satisfait en apparence, et derrière une séduisante construction se trouve un ensemble de présupposés très problématiques. Géraldine Thiry et Philippe Romansi estiment qu'il y a une forme d'impérialisme économique. L'IRI se fonde en effet sur une prise en compte du capital humain et du capital naturel, qui, souvent, échappent à une analyse purement économique.